# Scaphytopius vermiculatus
Scaphytopius vermiculatus är en insektsart som beskrevs av Delong 1943. Scaphytopius vermiculatus ingår i släktet Scaphytopius och familjen dvärgstritar. Inga underarter finns listade i Catalogue of Life.